# 1966年體育
请参看：
- 1966年
- 1966年电影
- 1966年文学
- 1966年音乐
- 1966年体育
- 1966年电视
- 1966年台灣

1966年重要國際體育賽事包括：
- 第八屆世界盃足球賽；7月11日至7月30日於英格蘭舉行

## 體育大事

### 7月至9月
- 7月30日——英格蘭在決賽中加時階段以四比二擊敗西德，以主辦國身分首次奪得世界盃足球賽冠軍。

## 足球
主條目：1966年足球